# Call of Duty: WWII
Call of Duty: WWII är ett förstapersonsskjutarspel utvecklat av Sledgehammer Games och utgivet av Activision, spelet släpptes till Windows, Playstation 4 och Xbox One. Det är det första spelet i serien som utspelar sig under andra världskriget sedan Call of Duty: World at War från 2008. Spelet bekräftades 21 april 2017 och en trailer visades 26 april 2017. Spelet släpptes den 3 november 2017.

## Spelupplägg

### Kampanj
Spelmässigt är WWII det första spelet sedan det ursprungliga Call of Duty som inte använder sig av hälsogenerering i kampanjen. Istället måste spelaren förlita sig på sin läkartrupp för att fylla på spelarens hälsa, man kan även få ammunition av sin trupp.

### Multiplayer
Multiplayer presenterades på E3 13 - 15 juni 2017. Spelare som förhandsbokade fick tillgång till en betaversion, den var tillgänglig till Playstation 4 först.

### Zombies
Spelet inkluderar Zombie, ett samarbetsbaserat spelläge, likt sina föregångare utvecklade av Infinity Ward och Treyarch med en egen berättelse. Spelläget utspelar sig även detta under andra världskriget.

## Handling
Berättelsen i Call of Duty. WWII kretsar kring en trupp under åren 1944–1945 som deltar i olika strider i Frankrike, Belgien och Nazityskland.
I spelets enspelarkampanj styr spelaren två soldater från 1st Infantry Division: menig 1kl Ronald "Red" Daniels och menig 1kl Robert Zussman. Andra spelbara karaktärer är Rousseau, en Maquis-ledare från Franska motståndsrörelsen och major Edgar Crowley, en brittisk officer från Special Operations Executive. Daniels och Zussmans trupp inkluderar sergeant William Pierson och förstelöjtnant Joseph Turner.

## Röstskådespelare
- Brett Zimmerman - Menig 1kl Ronald "Red" Daniels
- Jonathan Tucker - Menig 1kl Robert Zussman
- Josh Duhamel - Sergeant William Pierson
- Jeffrey Pierce - Förste löjtnant Joseph Turner
- Kevin Coubal - Menig Drew Stiles
- Jeff Schine - Sjukvårdare Frank Aiello
- David Alpay - Major Arthur Crowley
- Helen Sadler - Vivian Harris
- Bella Dayne - Camille "Rousseau" Denis
- Christian Lanz - Sergeant Augustine Pérez
- Russell Richardson - Howard
- Chris Browning - Paul
- Katheryn Winnick - Marie Fischer
- Udo Kier - Doctor Peter Straub
- David Tennant - Drostan Hynd
- Élodie Yung - Olivia Durant
- Ving Rhames - Jefferson Potts

## Lansering
Alla förhandsbokningar inkluderade privat beta som blev tillgänglig till Playstation 4 först. Spelet kom ut i tre utgåvor: Base Edition - digital eller fysisk, Digital Deluxe Edition - säsongspass och mycket annat, Pro Edition - säsongspass, collectible steelbook och mycket annat. Pro Edition är exklusivt för Gamestop, förhandsbokningar på Gamestop inkluderar en keps i begränsad utgåva.